# Relaciones exteriores de Vietnam

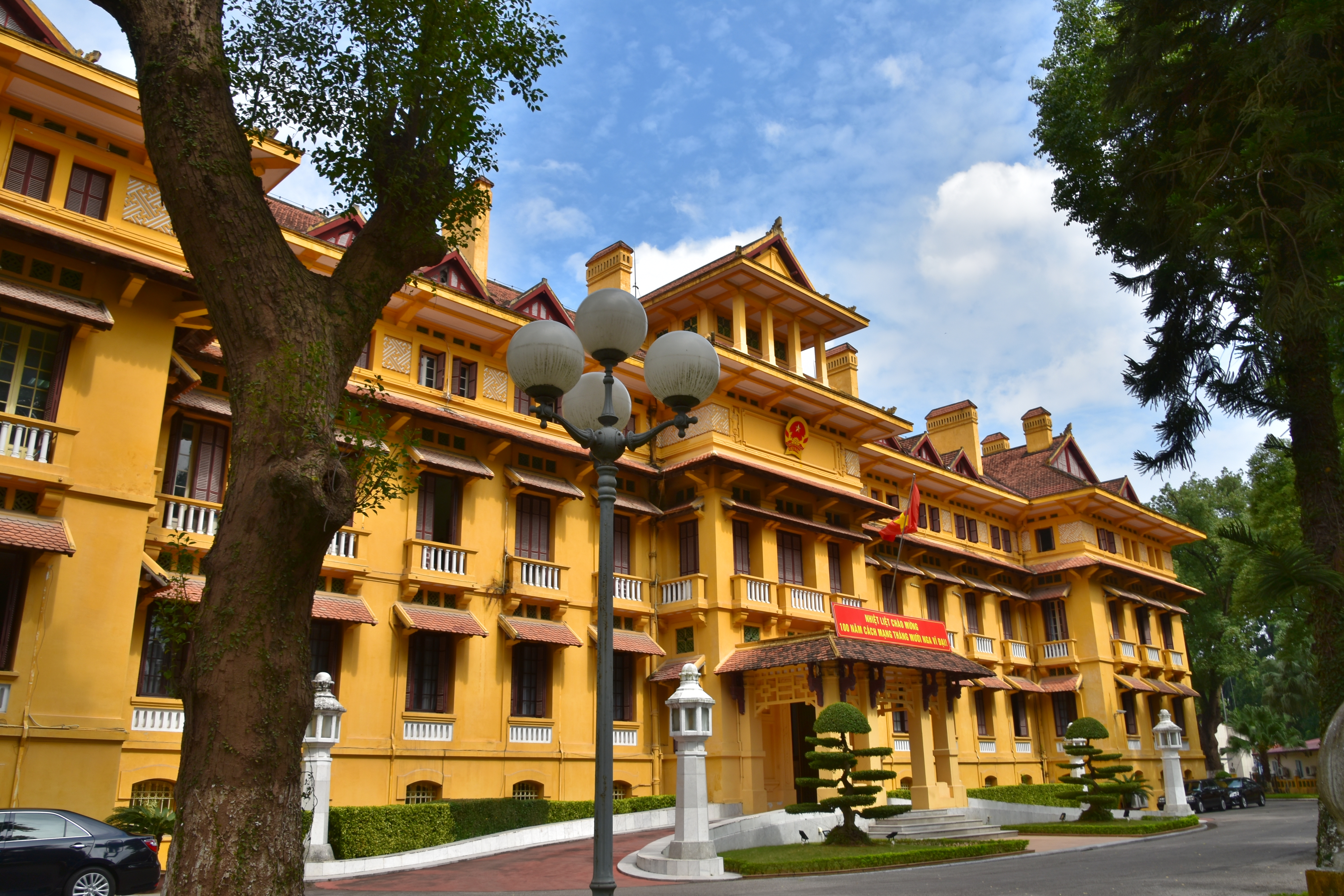
Ministerio de Asuntos Exteriores en Hanói

A partir de junio de 2024, Vietnam (oficialmente la República Socialista de Vietnam) mantiene relaciones diplomáticas con 189 Estados miembros de la ONU, el Estado de Palestina y la República Árabe Saharaui Democrática. En 2011, el Comité Central del Partido Comunista de Vietnam, en el XI Congreso Nacional del Partido Comunista de Vietnam, publicó una declaración oficial sobre la política exterior de Vietnam y una sección de la declaración afirmaba: "Vietnam es amigo y socio fiable de todos los países de la comunidad internacional, y participa activamente en los procesos de cooperación internacional y regional. Profundizar, estabilizar y mantener las relaciones internacionales establecidas. Desarrollar las relaciones con los países y territorios del mundo, así como con las organizaciones internacionales, mostrando al mismo tiempo: respeto por la independencia, soberanía e integridad territorial de cada uno; no injerencia en los asuntos internacionales de los demás; no uso o amenaza de la fuerza; resolución de desacuerdos y disputas mediante negociaciones pacíficas; respeto mutuo, igualdad y beneficio mutuo".
Vietnam ha dado pasos importantes para restablecer sus lazos diplomáticos con países clave. Se restablecieron relaciones diplomáticas plenas con Nueva Zelanda, que abrió su embajada en Hanói en 1995, mientras que Vietnam estableció una embajada en Wellington en 2003. Pakistán reabrió su embajada en Hanói en octubre de 2000. Vietnam también reabrió su embajada en Islamabad en diciembre de 2005 y su oficina comercial en Karachi en noviembre de 2005. Las relaciones entre Estados Unidos y Vietnam mejoraron en agosto de 1995, cuando ambos países elevaron a la categoría de embajada sus oficinas de enlace abiertas en enero de 1995; posteriormente, Estados Unidos abrió un consulado general en Ciudad Ho Chi Minh y Vietnam un consulado en San Francisco.

## Historia

### Vietnam feudal
La historia de Vietnam se remonta a más de 20.000 años. En sus inicios, Vietnam intentó mantener buenas relaciones con sus vecinos. Desde la Dinastía Hồng Bàng hasta muchas dinastías feudales como Ngô, Đinh, Lê temprana, Lý, Trần, Lê posterior, Tây Sơn y Nguyễn, las principales relaciones diplomáticas de Vietnam fueron con la vecina China Imperial, el Reino de Champa, el Imperio Jemer, el reino Lan Xang y Siam. Más tarde se establecieron relaciones comerciales con países europeos (por ejemplo, a través de la compañía holandesa de las Indias Orientales) y Japón.

### Después de la Segunda Guerra Mundial
+ Periodo 1945-1946: Tras la rendición de Japón, los ejércitos británico y chino del Kuomintang entraron en territorio vietnamita para expulsar al ejército imperial japonés de Indochina. El gobierno de la República Democrática de Vietnam decidió firmar un acuerdo de paz con Chiang Kai-shek del Kuomintang, estacionado en el norte de Vietnam, para que se dedicara a luchar contra los franceses en el sur. Después de eso, Vietnam firmó el tratado de paz con Francia el 6 de marzo de 1946.
+ Periodo 1947-1954: Vietnam empezó a ampliar sus relaciones exteriores con los demás países del mundo. En enero de 1950, la República Popular China y la Unión Soviética fueron los dos primeros países en reconocer a la República Democrática de Vietnam. Más tarde, se formaron alianzas con Camboya y Laos para realizar campañas antifrancesas y se estrechó la amistad con países anticoloniales como Tailandia, Birmania, Indonesia e India.

### Guerra Fría

#### La guerra de Vietnam
Durante la guerra de Vietnam (1959-75), Vietnam del Norte equilibró las relaciones con sus dos principales aliados, la Unión Soviética y la República Popular China.
En 1964, Zhou Enlai, preocupado por la escalada de las fuerzas estadounidenses en Vietnam del Sur, llegó a un acuerdo informal con el Norte. El acuerdo estipulaba que si las fuerzas estadounidenses y survietnamitas invadían Vietnam del Norte, los chinos responderían prestando pilotos al Norte. Durante la invasión, Mao Zedong no envió tantos pilotos entrenados como había prometido. Como resultado, el Norte pasó a depender más de la Unión Soviética para su defensa.

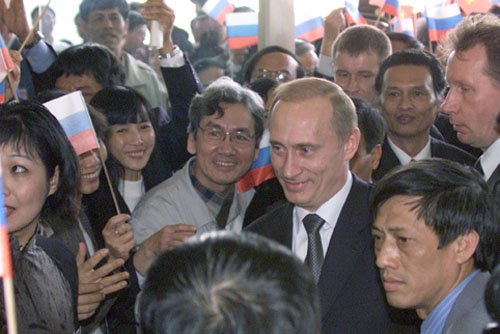
El Presidente Vladímir Putin asiste a la tradicional reunión de graduados vietnamitas de universidades y escuelas superiores soviéticas y rusas, marzo de 2001.

En 1975, la tensión empezó a aumentar, ya que Pekín veía cada vez más a Vietnam como un posible instrumento soviético para cercar a China. Mientras tanto, el creciente apoyo de Pekín a los Jemeres Rojos de Camboya despertó las sospechas vietnamitas sobre los motivos de China.
Las relaciones chino-vietnamitas se deterioraron considerablemente después de que Hanói prohibiera en marzo de 1978 el comercio privado, medida que afectó especialmente al sector chino-vietnamita de la población. Tras la invasión de Camboya por Vietnam en diciembre de 1978, China lanzó una invasión de represalia en la región fronteriza septentrional de Vietnam. Ante la interrupción de la ayuda china y las tensas relaciones internacionales, Vietnam estrechó aún más sus lazos con la Unión Soviética y sus aliados de los países miembros del Comecon. A lo largo de la década de 1980, Vietnam recibió casi 3.000 millones de dólares anuales en ayuda económica y militar de la Unión Soviética y realizó la mayor parte de su comercio con la URSS y los países del Comecon. Sin embargo, la ayuda económica soviética y del bloque oriental cesó tras la desintegración de la Unión Soviética.

## Đổi mới (Reforma)
Vietnam no empezó a salir del aislamiento internacional hasta que retiró sus tropas de Camboya en 1989. Pocos meses después de los Acuerdos de París de 1991, Vietnam estableció relaciones diplomáticas y económicas con los Estados miembros de la Asociación de Naciones del Sudeste Asiático (ASEAN) y también con la mayoría de los países de Europa Occidental y Extremo Oriente asiático. China restableció lazos diplomáticos plenos con Vietnam en 1991. Ambas naciones concluyeron un acuerdo de demarcación de fronteras terrestres en 1999. En 1995, Estados Unidos y Vietnam restablecieron sus relaciones diplomáticas.
En la última década, Vietnam ha reconocido la importancia de la creciente interdependencia económica mundial y ha realizado esfuerzos concertados para ajustar sus relaciones exteriores de modo que reflejen la evolución de la situación económica y política internacional en el Sudeste Asiático. El país ha empezado a integrarse en la economía regional y mundial adhiriéndose a organizaciones internacionales. Vietnam ha intensificado sus esfuerzos para atraer capital extranjero de Occidente y regularizar sus relaciones con el sistema financiero mundial. En la década de 1990, tras el levantamiento del veto estadounidense a los préstamos multilaterales al país, Vietnam se convirtió en miembro del Banco Mundial, el Fondo Monetario Internacional (FMI) y el Banco Asiático de Desarrollo. El país ha ampliado el comercio con sus vecinos de Asia Oriental, así como con países de Europa Occidental y Norteamérica. De especial importancia fue la aceptación de Vietnam en la ASEAN en julio de 1995. Vietnam se unió al Foro de Cooperación Económica Asia-Pacífico (APEC) en noviembre de 1998 y acogió la cumbre de la ASEAN al mes siguiente. En 2005, Vietnam asistió a la Cumbre inaugural de Asia Oriental. Vietnam se convirtió en miembro de la Organización Mundial del Comercio en noviembre de 2006.

## Actualidad

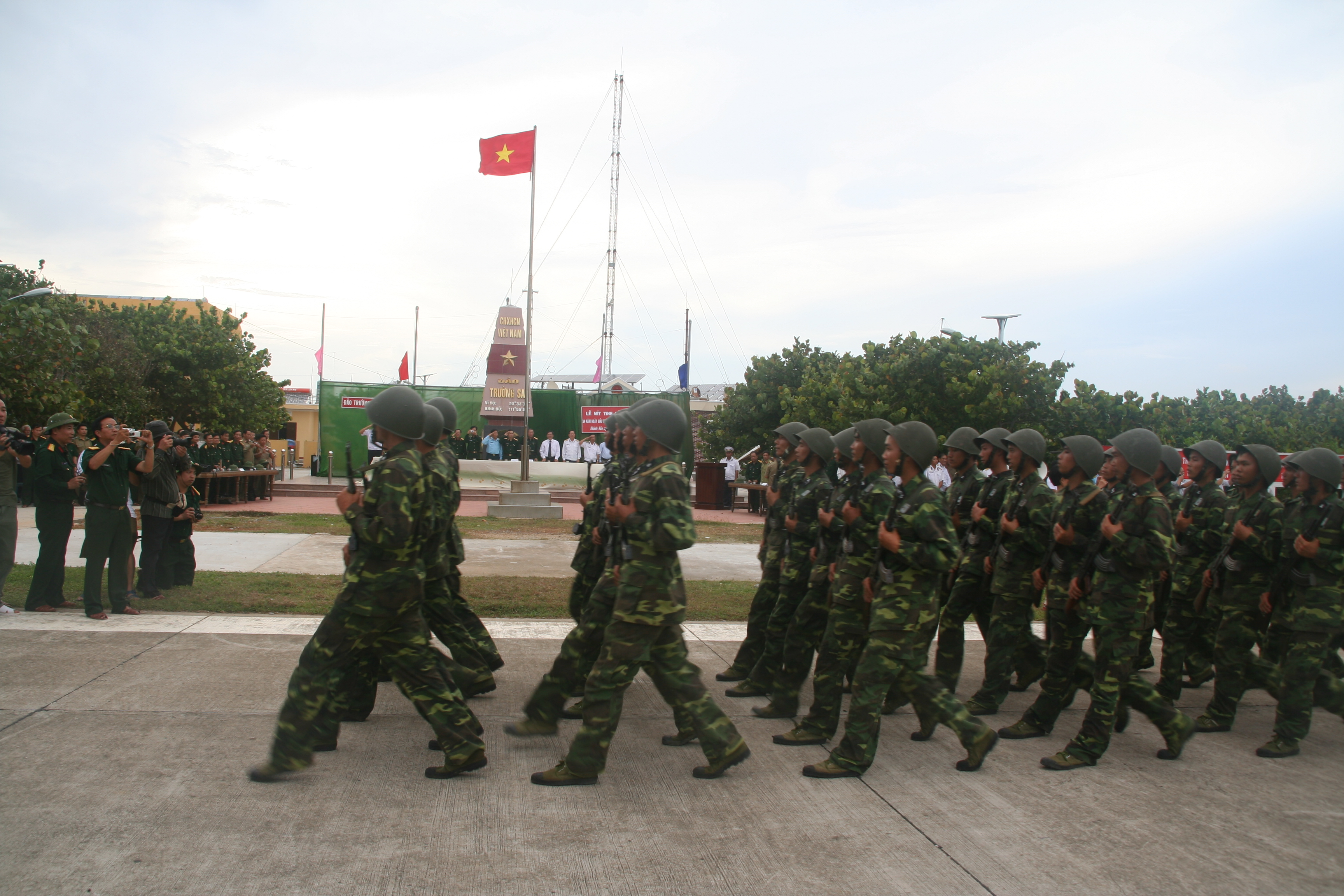
Tropas vietnamitas en la isla Spratly

Aunque Vietnam se ha mantenido relativamente libre de conflictos desde sus tiempos de Camboya, en el pasado han surgido tensiones entre Vietnam y sus vecinos, especialmente en el caso de China, ya que ambas naciones reivindican las islas Spratly y Paracel, los dos archipiélagos situados en una zona potencialmente rica en petróleo del Mar de China Meridional. Las reivindicaciones enfrentadas han producido a lo largo de los años altercados armados a pequeña escala en la zona. En 1988, más de 70 soldados vietnamitas murieron durante un enfrentamiento con fuerzas chinas, cuando China ocupó varias islas bajo control vietnamita en las islas Spratly. La afirmación del control chino sobre las islas Spratly y todo el mar de China Meridional ha suscitado la preocupación de Vietnam y sus vecinos del sudeste asiático. La frontera territorial entre ambos países se está trazando definitivamente en virtud de un acuerdo sobre fronteras terrestres firmado en diciembre de 1999, y un acuerdo sobre fronteras en el Golfo de Tonkín firmado en diciembre de 2000. Vietnam y Rusia declararon una asociación estratégica en marzo de 2001, durante la primera visita a Hanói de un jefe de Estado ruso, en gran parte como un intento de contrarrestar el creciente perfil de China en el sudeste asiático.
Disputas internacionales: frontera marítima con Camboya no definida; implicado en una compleja disputa sobre las islas Spratly - Paracel con la República Popular China (RPC), Malasia, Filipinas y posiblemente Brunéi; frontera marítima con Tailandia resuelta en agosto de 1997; La frontera marítima con la República Popular China en el Golfo de Tonkín se resolvió en 2000; las islas Paracel están ocupadas por la República Popular China desde 1974; las islas costeras y algunos tramos de la frontera con Camboya están en litigio; en diciembre de 1999 se firmó un acuerdo sobre la frontera terrestre con la República Popular China.
Drogas ilícitas: pequeño productor de adormidera, con 21 km² cultivados en 1999, capaz de producir 11 toneladas métricas de opio; probablemente pequeño punto de tránsito para la heroína del sudeste asiático destinada a EE. UU. y Europa; creciente adicción al opio/heroína; posible producción de heroína a pequeña escala.

## Relaciones diplomáticas
Lista de países con los que Vietnam mantiene relaciones diplomáticas:
| #   | País                                 | Fecha                    |
| --- | ------------------------------------ | ------------------------ |
| 1   | China                                | 18 de enero de 1950      |
| 2   | Rusia                                | 30 de enero de 1950      |
| 3   | Corea del Norte                      | 31 de enero de 1950      |
| 4   | Rumania                              | 3 de febrero de 1950     |
| 5   | Hungría                              | 3 de febrero de 1950     |
| 6   | República Checa (Chequia)            | 3 de febrero de 1950     |
| 7   | Polonia                              | 4 de febrero de 1950     |
| 8   | Bulgaria                             | 7 de febrero de 1950     |
| 9   | Albania                              | 11 de febrero de 1950    |
| 10  | Mongolia                             | 17 de noviembre de 1954  |
| 11  | Indonesia                            | 30 de diciembre de 1955  |
| 12  | Serbia                               | 10 de marzo de 1957      |
| 13  | Guinea                               | 9 de octubre de 1958     |
| 14  | Mali                                 | 30 de octubre de 1960    |
| 15  | Cuba                                 | 2 de diciembre de 1960   |
| 16  | Marruecos                            | 27 de marzo de 1961      |
| 17  | República Democrática del Congo      | 13 de abril de 1961      |
| 18  | Laos                                 | 5 de septiembre de 1962  |
| 19  | Argelia                              | 28 de octubre de 1962    |
| 20  | Egipto                               | 1 de septiembre de 1963  |
| 21  | Yemen                                | 16 de octubre de 1963    |
| 22  | República del Congo                  | 16 de julio de 1964      |
| 23  | Tanzania                             | 14 de febrero de 1965    |
| 24  | Mauritania                           | 15 de marzo de 1965      |
| 25  | Ghana                                | 25 de marzo de 1965      |
| 26  | Siria                                | 21 de julio de 1966      |
| 27  | Camboya                              | 24 de junio de 1967      |
| 28  | Irak                                 | 10 de julio de 1968      |
| 29  | Suecia                               | 11 de enero de 1969      |
| 30  | Sudán                                | 26 de agosto de 1969     |
| 31  | Senegal                              | 29 de diciembre de 1969  |
| 32  | Somalia                              | 7 de junio de 1970       |
| 33  | Sri Lanka                            | 21 de julio de 1970      |
| 34  | Chile                                | 25 de marzo de 1971      |
| 35  | Suiza                                | 11 de octubre de 1971    |
| 36  | Dinamarca                            | 25 de noviembre de 1971  |
| 37  | Noruega                              | 25 de noviembre de 1971  |
| 38  | India                                | 7 de enero de 1972       |
| 39  | Camerún                              | 30 de agosto de 1972     |
| 40  | Guinea Ecuatorial                    | 1 de septiembre de 1972  |
| 41  | Zambia                               | 15 de septiembre de 1972 |
| 42  | Pakistán                             | 8 de noviembre de 1972   |
| 43  | Austria                              | 1 de diciembre de 1972   |
| 44  | Túnez                                | 15 de diciembre de 1972  |
| 45  | Madagascar                           | 19 de diciembre de 1972  |
| 46  | Finlandia                            | 25 de enero de 1973      |
| 47  | Uganda                               | 9 de febrero de 1973     |
| 48  | Bangladesh                           | 11 de febrero de 1973    |
| 49  | Australia                            | 26 de febrero de 1973    |
| 50  | Benín                                | 14 de marzo de 1973      |
| 51  | Bélgica                              | 22 de marzo de 1973      |
| 52  | Italia                               | 23 de marzo de 1973      |
| 53  | Malasia                              | 30 de marzo de 1973      |
| 54  | Países Bajos                         | 9 de abril de 1973       |
| 55  | Francia                              | 12 de abril de 1973      |
| 56  | Singapur                             | 1 de agosto de 1973      |
| 57  | Islandia                             | 3 de agosto de 1973      |
| 58  | Irán                                 | 4 de agosto de 1973      |
| 59  | Canadá                               | 21 de agosto de 1973     |
| 60  | Reino Unido                          | 11 de septiembre de 1973 |
| 61  | Japón                                | 21 de septiembre de 1973 |
| 62  | Guinea-Bisáu                         | 30 de septiembre de 1973 |
| 63  | Argentina                            | 25 de octubre de 1973    |
| 64  | Gambia                               | 30 de octubre de 1973    |
| 65  | Luxemburgo                           | 15 de noviembre de 1973  |
| 66  | Burkina Faso                         | 16 de noviembre de 1973  |
| 67  | Malta                                | 14 de enero de 1974      |
| 68  | Afganistán                           | 16 de septiembre de 1974 |
| 69  | Gabón                                | 9 de enero de 1975       |
| 70  | Togo                                 | 8 de febrero de 1975     |
| 71  | Níger                                | 7 de marzo de 1975       |
| 72  | Libia                                | 15 de marzo de 1975      |
| 73  | Grecia                               | 15 de abril de 1975      |
| 74  | Burundi                              | 16 de abril de 1975      |
| 75  | Guyana                               | 19 de abril de 1975      |
| 76  | Nepal                                | 15 de mayo de 1975       |
| 77  | México                               | 19 de mayo de 1975       |
| 78  | Birmania                             | 28 de mayo de 1975       |
| 79  | Maldivas                             | 8 de junio de 1975       |
| 80  | Nueva Zelanda                        | 19 de junio de 1975      |
| 81  | Mozambique                           | 25 de junio de 1975      |
| 82  | Portugal                             | 1 de julio de 1975       |
| 83  | Cabo Verde                           | 8 de julio de 1975       |
| 84  | Panamá                               | 28 de agosto de 1975     |
| 85  | Alemania                             | 23 de septiembre de 1975 |
| 86  | Ruanda                               | 30 de septiembre de 1975 |
| 87  | Costa de Marfil                      | 6 de octubre de 1975     |
| 88  | Angola                               | 12 de noviembre de 1975  |
| 89  | Chipre                               | 29 de noviembre de 1975  |
| 90  | Jamaica                              | 5 de enero de 1976       |
| 91  | Kuwait                               | 10 de enero de 1976      |
| 92  | Etiopía                              | 23 de febrero de 1976    |
| 93  | Costa Rica                           | 24 de abril de 1976      |
| 94  | Nigeria                              | 25 de mayo de 1976       |
| 95  | Filipinas                            | 12 de julio de 1976      |
| 96  | Tailandia                            | 6 de agosto de 1976      |
| 97  | Santo Tomé y Príncipe                | 6 de noviembre de 1976   |
| 98  | España                               | 23 de mayo de 1977       |
| 99  | Turquía                              | 7 de junio de 1978       |
| 100 | Sierra Leona                         | 24 de junio de 1978      |
| 101 | Colombia                             | 1 de enero de 1979       |
| --  | República Árabe Saharaui Democrática | 2 de marzo de 1979       |
| 102 | Granada                              | 15 de julio de 1979      |
| 103 | Seychelles                           | 16 de agosto de 1979     |
| 104 | Nicaragua                            | 3 de septiembre de 1979  |
| 105 | Ecuador                              | 1 de enero de 1980       |
| 106 | Jordania                             | 19 de agosto de 1980     |
| 107 | Líbano                               | 12 de febrero de 1981    |
| 108 | Zimbabue                             | 24 de julio de 1981      |
| 109 | Chad                                 | 5 de octubre de 1981     |
| 110 | Vanuatu                              | 3 de marzo de 1982       |
| 111 | Bolivia                              | 10 de febrero de 1987    |
| --  | Estado de Palestina                  | 19 de noviembre de 1988  |
| 112 | Brasil                               | 8 de mayo de 1989        |
| 113 | Papúa Nueva Guinea                   | 3 de noviembre de 1989   |
| 114 | Venezuela                            | 8 de diciembre de 1989   |
| 115 | Namibia                              | 21 de marzo de 1990      |
| 116 | Yibuti                               | 30 de abril de 1991      |
| 117 | Uzbekistán                           | 17 de enero de 1992      |
| 118 | Ucrania                              | 23 de enero de 1992      |
| 119 | Bielorrusia                          | 24 de enero de 1992      |
| 120 | Letonia                              | 12 de febrero de 1992    |
| 121 | Estonia                              | 20 de febrero de 1992    |
| 122 | Brunéi                               | 29 de febrero de 1992    |
| 123 | Lituania                             | 18 de marzo de 1992      |
| 124 | Kirguistán                           | 4 de junio de 1992       |
| 125 | Omán                                 | 9 de junio de 1992       |
| 126 | Moldavia                             | 11 de junio de 1992      |
| 127 | Kazajistán                           | 29 de junio de 1992      |
| 128 | Georgia                              | 30 de junio de 1992      |
| 129 | Islas Marshall                       | 1 de julio de 1992       |
| 130 | Armenia                              | 14 de julio de 1992      |
| 131 | Tayikistán                           | 14 de julio de 1992      |
| 132 | Turkmenistán                         | 29 de julio de 1992      |
| 133 | Azerbaiyán                           | 23 de septiembre de 1992 |
| 134 | Corea del Sur                        | 22 de diciembre de 1992  |
| 135 | Eslovaquia                           | 1 de enero de 1993       |
| 136 | Guatemala                            | 7 de enero de 1993       |
| 137 | Catar                                | 8 de febrero de 1993     |
| 138 | Fiyi                                 | 14 de mayo de 1993       |
| 139 | Israel                               | 12 de julio de 1993      |
| 140 | Eritrea                              | 20 de julio de 1993      |
| 141 | Emiratos Árabes Unidos               | 1 de agosto de 1993      |
| 142 | Uruguay                              | 11 de agosto de 1993     |
| 143 | Sudáfrica                            | 22 de diciembre de 1993  |
| 144 | Samoa                                | 9 de marzo de 1994       |
| 145 | Mauricio                             | 4 de mayo de 1994        |
| 146 | Eslovenia                            | 7 de junio de 1994       |
| 147 | Macedonia del Norte                  | 10 de junio de 1994      |
| 148 | Croacia                              | 1 de julio de 1994       |
| 149 | Perú                                 | 14 de noviembre de 1994  |
| 150 | Belice                               | 4 de enero de 1995       |
| 151 | Baréin                               | 31 de marzo de 1995      |
| 152 | Paraguay                             | 30 de mayo de 1995       |
| 153 | Estados Federados de Micronesia      | 22 de junio de 1995      |
| 154 | Estados Unidos                       | 12 de julio de 1995      |
| 155 | Barbados                             | 25 de agosto de 1995     |
| 156 | San Vicente y las Granadinas         | 18 de diciembre de 1995  |
| 157 | Kenia                                | 21 de diciembre de 1995  |
| 158 | Bosnia y Herzegovina                 | 26 de enero de 1996      |
| 159 | Irlanda                              | 5 de abril de 1996       |
| 160 | Islas Salomón                        | 30 de octubre de 1996    |
| 161 | Haití                                | 26 de septiembre de 1997 |
| 162 | Surinam                              | 19 de diciembre de 1997  |
| 163 | Lesoto                               | 6 de enero de 1998       |
| 164 | Arabia Saudita                       | 21 de octubre de 1999    |
| 165 | Timor Oriental                       | 28 de julio de 2002      |
| 166 | Honduras                             | 17 de mayo de 2005       |
| 167 | Nauru                                | 21 de junio de 2006      |
| 168 | Montenegro                           | 4 de agosto de 2006      |
| 169 | Andorra                              | 12 de junio de 2007      |
| 170 | San Marino                           | 6 de julio de 2007       |
| 171 | República Dominicana                 | 7 de julio de 2007       |
| 172 | Mónaco                               | 29 de noviembre de 2007  |
| 173 | Liechtenstein                        | 2 de julio de 2008       |
| 174 | Palau                                | 18 de agosto de 2008     |
| 175 | República Centroafricana             | 10 de noviembre de 2008  |
| 176 | Botsuana                             | 11 de febrero de 2009    |
| 177 | El Salvador                          | 16 de enero de 2010      |
| 178 | Bután                                | 19 de enero de 2012      |
| 179 | Suazilandia                          | 21 de mayo de 2013       |
| 180 | Dominica                             | 1 de noviembre de 2013   |
| 181 | San Cristóbal y Nieves               | 1 de noviembre de 2013   |
| 182 | Antigua y Barbuda                    | 8 de noviembre de 2013   |
| 183 | Kiribati                             | 15 de septiembre de 2014 |
| 184 | Comoras                              | 24 de septiembre de 2015 |
| 185 | Liberia                              | 28 de junio de 2016      |
| 186 | Santa Lucía                          | 26 de junio de 2018      |
| 187 | Sudán del Sur                        | 21 de febrero de 2019    |
| --  | Islas Cook                           | 26 de abril de 2022      |
| 188 | Bahamas                              | 6 de enero de 2023       |
| 189 | Trinidad y Tobago                    | 1 de febrero de 2023     |
| 190 | Tonga                                | 21 de septiembre de 2023 |

Vietnam no ha establecido relaciones diplomáticas con Malaui y Tuvalu.

## Relaciones bilaterales

### África
| País                     | Inicio de relaciones formales | Notas |
| ------------------------ | ----------------------------- | --- |
| Argelia                  |                               | - Argelia tiene embajada en Hanói. - Vietnam tiene una embajada en Argel. |
| Angola                   |                               | - Angola tiene embajada en Hanói. - Vietnam tiene embajada en Luanda. |
| Burkina Faso             |                               | - Ambos países establecieron relaciones diplomáticas el 16 de noviembre de 1973. - Ambos países son miembros de pleno derecho de la Organización Internacional de la Francofonía. |
| Burundi                  | 16/04/1975                    | - Ambos países establecieron relaciones diplomáticas el 16 de abril de 1975. - Ambos países son miembros de pleno derecho de la Organización Internacional de la Francofonía. |
| Cabo Verde               | 07/08/1975                    | Ambos países establecieron relaciones diplomáticas el 8 de julio de 1975. |
| República Centroafricana | 10/11/2008                    | Ambos países establecieron relaciones diplomáticas el 10 de noviembre de 2008. |
| Comoras                  |                               | Ambos países son miembros de pleno derecho de la Organización Internacional de la Francofonía. |
| Yibuti                   | 1991                          | - Ambos países establecieron relaciones diplomáticas el 30 de abril de 1991. - Ambos países son miembros de pleno derecho de la Organización Internacional de la Francofonía. |
| Egipto                   | 1 de septiembre de 1963       | - Egipto tiene embajada en Hanói. - Vietnam tiene embajada en El Cairo. |
| Guinea-Bisáu             | 1973                          | - Ambos países establecieron relaciones diplomáticas el 30 de septiembre de 1973. - Guinea-Bisáu está acreditada ante Vietnam desde su embajada en Pekín (China). |
| Kenia                    | 21 de diciembre de 1995       | - A partir de 1998, éste fue el último país africano con el que Vietnam estableció lazos diplomáticos bilaterales. - Kenia está acreditada ante Vietnam a través de su embajada en Bangkok (Tailandia). - La embajada de Vietnam en Tanzania está acreditada ante Kenia.                        |
| Libia                    | 15/03/1975                    | Véase Relaciones Libia-Vietnam - Ambos países establecieron relaciones diplomáticas el 15 de marzo de 1975. - Libia tiene embajada en Hanói. - Vietnam está acreditado ante Libia desde su embajada en El Cairo (Egipto).                                                                       |
| Madagascar               | 19/12/1972                    | - Ambos países establecieron relaciones diplomáticas el 19 de diciembre de 1972. - Madagascar está acreditado ante Vietnam desde su embajada en Pekín (China). - Vietnam está acreditado en Madagascar desde su embajada en Maputo (Mozambique) y tiene un consulado honorario en Antananarivo. |
| Sierra Leona             | 24/06/1978                    | - Ambos países establecieron relaciones diplomáticas el 24 de junio de 1978. - Vietnam está acreditado en Sierra Leona desde su embajada en Abuya, Nigeria. |
| Tanzania                 | 14/02/1965                    | Véase Relaciones Tanzania-Vietnam |

### América
| País                 | Inicio de relaciones formales | Notas |
| -------------------- | ----------------------------- | --- |
| Argentina            | 25/10/1973                    | - Desde diciembre de 1996, Argentina tiene embajada en Hanói. - Desde enero de 1995, Vietnam tiene una embajada en Buenos Aires. - Ministerio de Relaciones Exteriores de Argentina: lista de tratados bilaterales con Vietnam (sólo en español). - Ministerio de Asuntos Exteriores vietnamita sobre las relaciones con Argentina. |
| Brasil               | 08/05/1989                    | - Brasil tiene embajada en Hanói. - Vietnam tiene embajada en Brasilia. |
| Canadá               | 21/08/1973                    | - Canadá mantiene una embajada en Hanói y un consulado general en Ciudad Ho Chi Minh. - Vietnam tiene una embajada en Ottawa y un consulado general en Vancouver. |
| Chile                |                               | Véase Relaciones Chile-Vietnam - Chile tiene embajada en Hanói. - Vietnam tiene embajada en Santiago. |
| Cuba                 | 02/12/1960                    | Véase Relaciones Cuba-Vietnam - Cuba tiene embajada en Hanói. - Vietnam tiene embajada en La Habana. |
| República Dominicana | 7 de julio de 2005            | - República Dominicana tiene una Embajada en Hanói - Vietnam está acreditado ante la República Dominicana desde su embajada en La Habana, Cuba. |
| Guyana               | 19 de abril de 1975           | - Ambos países establecieron relaciones diplomáticas el 19 de abril de 1975. - Las relaciones económicas y comerciales son muy limitadas. |
| México               | 15/07/1975                    | Véase Relaciones México-Vietnam - México tiene una embajada en Hanói. - Vietnam tiene una embajada en Ciudad de México. |
| Panamá               | 28 de agosto de 1975          | - Panamá tiene una embajada en Hanói y un consulado general en Ciudad Ho Chi Minh. - Vietnam está acreditado ante Panamá desde su embajada en Ciudad de México, México. |
| Paraguay             | 30 de mayo de 1995            | - Paraguay está acreditado ante Vietnam desde la embajada en Tokio, Japón. - Vietnam está acreditado ante Paraguay desde su embajada en Buenos Aíres, Argentina. |
| Perú                 |                               | Véase Categoría:Relaciones Perú-Vietnam - Perú tiene embajada en Hanói. - Vietnam está acreditado ante Perú desde su embajada en Brasilia, Brasil. |
| Estados Unidos       | 11/07/995                     | Véase Relaciones Estados Unidos-Vietnam - Estados Unidos tiene una embajada en Hanói y un consulado general en Ciudad Ho Chi Minh. - Vietnam tiene una embajada en Washington D. C. y consulados generales en Houston, Nueva York y San Francisco. |
| Uruguay              |                               | Véase Relaciones Uruguay-Vietnam - Uruguay tiene embajada en Hanói. - Vietnam está acreditado ante Uruguay desde su embajada en Buenos Aires, Argentina. |
| Venezuela            | 18/12/1989                    | Véase Relaciones Venezuela-Vietnam Vietnam tiene una embajada en Caracas y Venezuela una embajada en Hanói. Aunque el comercio bilateral fue de 11,7 millones de dólares en 2007, las relaciones muestran un "gran potencial". En los últimos diez años, los dos países han sido testigos de nuevos avances en diversos campos, como la política, la economía, la cultura y la sociedad, especialmente en la industria del petróleo y el gas. El presidente vietnamita, Nguyễn Minh Triết, llegó a Caracas el 18 de noviembre para una visita oficial de dos días por invitación de Hugo Chávez. Triet elogió la amistad de Vietnam con Venezuela mientras intentaba centrarse en cerrar acuerdos sobre petróleo y gas, incluido un fondo de desarrollo conjunto. Dijo que "Nosotros (los vietnamitas) estamos agradecidos por el apoyo y la solidaridad que ellos (los venezolanos) nos han ofrecido hasta ahora." dijo Triết. Desde la visita de Hugo Chávez a Vietnam en 2006, su gobierno intensificó las relaciones bilaterales con el país, que también incluyeron una visita del secretario general del Partido Comunista, Nông Đức Mạnh, en 2007. Petróleos de Venezuela y Petrovietnam también anunciaron varios proyectos conjuntos desde la visita de 2006, entre ellos la concesión a Petrovietnam de la cuenca del Orinoco y un acuerdo para transportar petróleo venezolano a Vietnam, donde ambos construirían juntos una refinería de petróleo de la que Vietnam carece. En la visita de 2006, Chávez elogió la historia revolucionaria de Vietnam mientras atacaba a Estados Unidos por sus crímenes "imperialistas" en la guerra de Vietnam. En la visita de 2008, Triết devolvió comentarios similares al elogiar a un grupo de venezolanos que capturaron a un soldado estadounidense durante la guerra de Vietnam en un intento infructuoso de evitar la ejecución de un revolucionario vietnamita. Los dos líderes también firmaron un acuerdo para un fondo conjunto de 200 millones de dólares y 15 proyectos de cooperación. En marzo de 2008 se firmó un acuerdo de cooperación turística entre Vietnam y Venezuela. El presidente Nguyễn Minh Triết recibió al vicepresidente de PDVSA, Asdrúbal Chávez, y declaró que la cooperación en materia de petróleo y gas se convertiría en un ejemplo típico de su cooperación polifacética. En 2009, el Gobierno venezolano aprobó 46,5 millones de dólares para un proyecto de desarrollo agrícola con Vietnam. |

### Asia
| País                   | Inicio de relaciones formales                      | Notas |
| ---------------------- | -------------------------------------------------- | --- |
| Afganistán             | 16 de septiembre de 1974                           | *Vietnam tuvo embajada en Kabul de 1978 a 1992. |
| Armenia                | 14 de julio de 1992                                | - Las relaciones diplomáticas entre Armenia y Vietnam se establecieron el 14 de julio de 1992. - Vietnam está representado en Armenia a través de su embajada en Moscú (Rusia). - Armenia tiene embajada en Hanói. |
| Bangladés              | 2 de noviembre de 1973                             | Véase Relaciones Bangladesh-Vietnam |
| Brunéi                 | 29 de febrero de 1992                              | - Brunéi tiene embajada en Hanói, y Vietnam, en Bandar Seri Begawan. |
| Camboya                | 24 de junio de 1967                                | Desde la década de 1990, las relaciones entre estas naciones han ido mejorando. Ambos países son miembros de las organizaciones regionales multilaterales ASEAN y Cooperación Mekong-Ganga. Ambos países han abierto y desarrollado el comercio transfronterizo y, para ello, han flexibilizado la normativa sobre visados. Ambos gobiernos se han fijado el objetivo oficial de aumentar el comercio bilateral en un 27%, hasta alcanzar los 2.300 millones de dólares en 2010 y los 6.500 millones en 2015. Vietnam exportó a Camboya mercancías por valor de 1.200 millones de dólares en 2007. Aunque Camboya sólo es el 16.º mayor importador de productos vietnamitas, Vietnam es el tercer mercado de exportación de Camboya. - Camboya tiene una embajada en Hanói y un consulado general en Ciudad Ho Chi Minh. - Vietnam tiene embajada en Nom Pen y consulados generales en Battambang y Sihanoukville. |
| China                  | 960 (Song) 18 de enero de 1950 (RPC)               | Véase Relaciones China-VietnamTras la reanudación de los lazos comerciales entre ambas partes en 1991, el crecimiento del comercio bilateral ha pasado de 32 millones de dólares en 1991 a casi 7.200 millones en 2004. Ambos gobiernos se han fijado el objetivo de aumentar el volumen comercial a 10.000 millones de dólares en 2010. Las exportaciones de Vietnam a China incluyen petróleo crudo, carbón, café y alimentos, mientras que China exporta a Vietnam productos farmacéuticos, maquinaria, petróleo, fertilizantes y piezas de automóvil. China se ha convertido en el segundo socio comercial de Vietnam y en la mayor fuente de importaciones. Ambas naciones están trabajando para establecer un "corredor económico" desde la provincia china de Yunnan hasta las provincias y ciudades del norte de Vietnam, así como zonas económicas similares en el golfo de Tonkín y que conecten Nanning, en la provincia de Guangxi, la provincia de Lang Son, Hanói, Haiphong y la provincia vietnamita de Quang Ninh. Se ha abierto el transporte aéreo y marítimo, así como el ferroviario, entre los dos países, al igual que los 7 pares de puertos de nivel nacional en las provincias y regiones fronterizas de los dos países. Ambas partes también han puesto en marcha empresas conjuntas, como el Complejo Siderúrgico Thai Nguyen, que produce cientos de miles de toneladas de productos de acero. - China tiene una embajada en Hanói y consulados generales en Da Nang y Ciudad Ho Chi Minh. - Vietnam tiene embajada en Pekín y consulados generales en Guangzhou, Hong Kong, Kunming, Nanning y Shanghái. |
| India                  | 7/1/1972                                           | India y Vietnam son miembros de la Cooperación Mekong-Ganga, creada para estrechar los vínculos entre India y los países del sudeste asiático. Vietnam ha apoyado la candidatura de India para convertirse en miembro permanente del Consejo de Seguridad de la ONU y unirse a la Cooperación Económica Asia-Pacífico (APEC). En la declaración conjunta de 2003, India y Vietnam preveían crear un "Arco de Ventaja y Prosperidad" en el Sudeste Asiático; con este fin, Vietnam ha respaldado una relación y un papel más importantes entre India y la Asociación de Naciones del Sudeste Asiático (ASEAN) y su negociación de un acuerdo de libre comercio Indo-ASEAN. India y Vietnam también han establecido asociaciones estratégicas, incluida una amplia cooperación en el desarrollo de la energía nuclear, la mejora de la seguridad regional y la lucha contra el terrorismo, la delincuencia transnacional y el narcotráfico. |
| Indonesia              | 30 de diciembre de 1955                            | - Vietnam e Indonesia son miembros de la Asociación de Naciones del Sudeste Asiático (ASEAN). - La presidenta de Indonesia, Megawati Sukarnoputri, visitó Vietnam en junio de 2003. En esa ocasión, los dos países firmaron una "Declaración sobre el Marco de Cooperación Amistosa y Global para Entrar en el Siglo XXI". - En mayo de 2005, el presidente de Indonesia, Susilo Bambang Yudhoyono, visitó Vietnam. En diciembre del mismo año se organizaron festividades en las respectivas capitales para celebrar el 50 aniversario del establecimiento de lazos diplomáticos. Debido a las disputas en curso sobre el Mar de China Meridional, tanto Vietnam como Indonesia han apoyado una moderación en la militarización de la cuestión. China reclama la ZEE de la isla Natuna de Indonesia, mientras que también reclama la mayor parte del Mar de China Meridional, incluidas las islas Paracel y Spratly, reclamadas por Vietnam. |
| Irán                   | 4 de agosto de 1973                                | Véase Relaciones Irán-Vietnam |
| Irak                   | 10 de julio de 1968                                | - Desde diciembre de 1969, Irak tiene una embajada en Hanói. - Vietnam está acreditado ante Irak desde su embajada en Teherán (Irán). |
| Israel                 | 12 de julio de 1993                                | - Desde diciembre de 1993, Israel tiene embajada en Hanói. - Vietnam tiene embajada en Tel Aviv. - Ver también Historia de los judíos en Vietnam - Ministerio de Asuntos Exteriores vietnamita sobre las relaciones con Israel. |
| Japón                  | 1605 (shogunato Tokugawa) 21 de septiembre de 1973 | - Nguyễn Hoàng comenzó a enviar carta nacional a Tokugawa Ieyasu para invitar a comerciante japonés para venir a Hội An en 1605. - El príncipe Cường Để fue exiliado en Japón en 1905. - Việt Nam Duy Tân Hội (Asociación para la Modernización de Vietnam) creada en 1904 por Phan Bội Châu, El nacionalista vietnamita que deseaba llevar a su pueblo a Japón para estudiar a través del Movimiento Đông Du. - El Imperio del Japón invadió la Indochina francesa en 1940 - Rendición de Japón en 1945 - Ambas naciones establecieron relaciones el 21 de septiembre de 1973 - Tras el Acta Final de la Conferencia Internacional de París sobre Camboya, celebrada el 23 de octubre de 1991 entre las partes camboyanas, Indonesia (como copresidente con Francia) y los cinco miembros permanentes del Consejo de Seguridad de las Naciones Unidas, Japón estableció rápidamente relaciones diplomáticas y puso fin a las restricciones económicas con Camboya y Vietnam. En noviembre de 1992, Tokio ofreció a Vietnam una ayuda de 370 millones de dólares. Japón también asumió un papel destacado en las actividades de mantenimiento de la paz en Camboya. El japonés Akashi Yasushi, Subsecretario General de la ONU para el Desarme, era el jefe de la Autoridad de Transición de la ONU en Camboya, y Japón prometió 3 millones de dólares e incluso envió aproximadamente 2.000 efectivos, incluidos miembros de las Fuerzas de Autodefensa, para participar directamente en el mantenimiento de la paz. A pesar de la pérdida de un pacificador japonés muerto en una emboscada, la fuerza permaneció en Camboya hasta que los camboyanos pudieron elegir e instalar un gobierno. Japón es el principal país donante a Vietnam. Este año ha prometido 890 millones de dólares, un 6,5% más que en 2006 (835,6 millones). |
| Kazajistán             | 26 de septiembre de 1992                           | - Vietnam tiene embajada en Astaná. - Kazajistán tiene embajada en Hanói. |
| Laos                   | 5/9/1962                                           | Véase Categoría:Relaciones Laos-Vietnam Aunque el historial de liderazgo de Vietnam en la revolución y su poder militar y proximidad no dejarán de existir, Laos se adelantó a Vietnam con su Nuevo Mecanismo Económico para introducir mecanismos de mercado en su economía. Con ello, Laos ha abierto la puerta al acercamiento a Tailandia y China, en detrimento de su especial dependencia de Vietnam. Laos podría haber llegado al mismo punto de normalización al seguir el cambio económico y diplomático de Vietnam, pero al avanzar con decisión y responder a los gestos tailandeses y chinos, Laos ha ampliado su abanico de donantes, socios comerciales e inversores independientemente de los intentos de Vietnam por lograr el mismo objetivo. Así, Vietnam permanece en la sombra como mentor y aliado de emergencia, y la tutela de Laos se ha desplazado drásticamente hacia los bancos de desarrollo y los empresarios internacionales. - Laos tiene una embajada en Hanói y consulados generales en Da Nang y Ciudad Ho Chi Minh. - Vietnam tiene embajada en Vientián y consulados generales en Luang Prabang, Pakse y Savannakhet. |
| Malasia                | 30 de marzo de 1973                                | - Vietnam tiene embajada en Kuala Lumpur - Malasia tiene embajada en Hanói y consulado general en Ciudad Ho Chi Minh. |
| Mongolia               | 1280 (dinastía Yuan) 17 de noviembre de 1954       | Ambos países firmaron un Tratado de Amistad y Cooperación en 1961, lo renovaron en 1979 y firmaron uno nuevo en 1995. El 13 de enero de 2003, los países firmaron un documento de cooperación de 8 puntos por el que se comprometían a cooperar ambos gobiernos y sus órganos legislativos, en sustitución de un documento anterior firmado en 1998. Se han celebrado 13 sesiones del Comité Intergubernamental Vietnam-Mongolia sobre cooperación en comercio, economía y ciencia y tecnología, y la próxima tendrá lugar en Ulán Bator en 2010. El 25 de mayo de 2004, en Ulán Bator, los países firmaron acuerdos sobre transporte ferroviario y cooperación científica y tecnológica. Otros acuerdos han abarcado ámbitos como la protección fitosanitaria y la normativa de cuarentena, aduanas, sanidad y educación. |
| Birmania               | 28 de mayo de 1975                                 | - Birmania tiene embajada en Hanói. - Vietnam tiene embajada en Rangún. |
| Corea del Norte        | 1226 (Goryo) 31 de enero de 1950                   | - El príncipe Lý Long Tường de la dinastía Lý huyó y se exilió en Reino de Goryo en 1226 para evitar la ejecución de la dinastía Trần. - Ambos tuvieron algunos encuentros cuando ambos enviaron enviados a pagar tributo al Imperio Chino. - Corea del Norte reconoce al aliado comunista Vietnam del Norte el 31 de enero de 1950. - En julio de 1957, el presidente Ho Chi Minh visitó Corea del Norte. - El líder norcoreano Kim Il-sung visitó Vietnam del Norte en noviembre-diciembre de 1958 y noviembre de 1964. - En febrero de 1961, ambos gobiernos concluyeron un acuerdo de cooperación científica y técnica. - El presidente Kim Il Sung envió algunos escuadrones de cazas a Vietnam del Norte para respaldar a los escuadrones de cazas 921.º y 923.º norvietnamitas que defendían Hanói mientras esta ciudad era bombardeada por las fuerzas aéreas estadounidenses. - De 1950 a 1960, los estudiantes de Vietnam del Norte empezaron a estudiar en Corea del Norte ya en la década de 1960. - Más tarde, las relaciones se deterioraron debido a las disputas comerciales y de inversión en las décadas de 1990 y 2000 y a la incipiente relación entre Corea del Sur y Vietnam. |
| Pakistán               | 8 de noviembre de 1972                             | Pakistán abrió su embajada en Hanói en 1973. Sin embargo, debido a razones económicas, Pakistán cerró la embajada en 1980. Vietnam también abrió su embajada en Islamabad en 1978 y tuvo que cerrarla en 1984 debido a sus propias dificultades económicas. En los últimos años, las relaciones bilaterales entre Pakistán y Vietnam han mejorado considerablemente. Los líderes de ambos países expresaron su voluntad de fortalecer las relaciones existentes, no sólo en el ámbito político sino también en otras áreas como el comercio y la economía, y de intercambiar más visitas de uno al país del otro, tanto de alto rango como de trabajo. Pakistán reabrió su embajada en Hanói en octubre de 2000. Vietnam también reabrió su embajada en Islamabad en diciembre de 2005 y su oficina comercial en Karachi en noviembre de 2005. |
| Filipinas              | 12 de julio de 1976                                | Desde el final de la Guerra Fría, las relaciones entre Filipinas y Vietnam se han calentado rápidamente. Hoy Filipinas y Vietnam son aliados económicos y mantienen un acuerdo de libre comercio. Ambas naciones forman parte de la Asociación de Naciones del Sudeste Asiático (ASEAN) y de la Cooperación Económica Asia-Pacífico (APEC). Filipinas y Vietnam han realizado juntos maniobras militares conjuntas en el Mar de China Meridional y están intentando encontrar la manera de que las islas Spratly dejen de ser una zona de conflicto y se conviertan en una zona de cooperación. A veces se dice que Vietnam es el único aliado militar comunista de Filipinas. Filipinas y Vietnam también vigilan la expansión de China en el Mar de China Meridional asegurándose de que China no constituye una amenaza ni para las islas filipinas ni para las vietnamitas del Mar de China Meridional. Filipinas también importa de Vietnam gran cantidad de material de escritura, ropa y otros productos. En mayo de 2009, Filipinas firmó un acuerdo con Vietnam para cooperar en la lucha contra la delincuencia y garantizar el orden social. En enero de 2010, la Bolsa de Valores de Filipinas (PSE) firmó un memorando de entendimiento con la Bolsa de Vietnam "para la colaboración mutua y la comunicación de información y experiencia" con el fin de facilitar el desarrollo y el funcionamiento eficiente de ambos mercados de valores. En 2012, Vietnam envió dos activos militares para una visita de buena voluntad a Filipinas. Tanto Vietnam como Filipinas mantienen la misma postura sobre las disputas en el mar de China Meridional, patrocinando las conversaciones multilaterales y las sentencias de los tribunales internacionales para resolver la cuestión, tácticas que China ha evitado. En 2016, Filipinas reforzó su postura sobre el litigio mediante una sentencia de un tribunal internacional no asociado a la ONU y se preparó para crear relaciones más sólidas con Vietnam en materia de defensa estratégica y cooperación económica. |
| Catar                  | 8 de febrero de 1993                               | - Catar tiene embajada en Hanói. - Vietnam tiene embajada en Doha. |
| Singapur               | 1 de agosto de 1973                                | - Singapur tiene una embajada en Hanói. - Vietnam tiene embajada en Singapur. |
| Corea del Sur          | 1226 (Goryo) 22 de diciembre de 1992               | Historia - Príncipe Lý Long Tường de la dinastía Lý huyó y se exilió en Reino de Goryo en 1226 para evitar la ejecución de la dinastía Trần. - Ambos tuvieron algunos encuentros cuando ambos enviaron enviados a pagar tributo al Imperio Chino. - Corea del Sur reconoció al aliado capitalista Vietnam del Sur - El presidente Park Chung Hee envió tropas de Corea del Norte a luchar en la guerra de Vietnam en la década de 1960. El establecimiento de relaciones diplomáticas entre la República Socialista de Vietnam y la República de Corea comenzó el 22 de diciembre de 1992. - agosto de 1994 - Primer ministro Lee Young-deok - noviembre de 1996 - Presidente Kim Young-sam - diciembre de 1998 - Presidente Kim Dae-jung - abril de 2002 - Primer ministro Lee Han-dong - octubre de 2004 - Presidente Roh Moo-hyun - enero de 2006 - Presidente de la Asamblea Nacional Kim Won-ki - noviembre de 2006 - Presidente Roh Moo-hyun (APEC) - abril de 2008 - Presidente de la Asamblea Nacional Lim Chae-jung - mayo de 2009 - Enviado presidencial Lee Byung-suk - octubre de 2009 - Presidente Lee Myung-bak - noviembre de 2009 - Presidente de la Asamblea Nacional Kim Hyong-o - octubre de 2010 Presidente Lee Myung-bak - enero de 2013 - Presidente de la Asamblea Nacional Kang Chang Hee - septiembre de 2023 - Presidenta Park Geun-hye(G20). |
| Taiwán                 | 960 (Canción) relación no oficial (Ahora)          | - Taiwán tenía plena relación con el antiguo Vietnam del Sur - Las relaciones entre Taiwán y Vietnam se desarrollan en un plano no oficial, ya que Hanói se adhiere a la política de una sola China y sólo reconoce oficialmente a la República Popular China. Sin embargo, esto no ha impedido las visitas bilaterales y los importantes flujos de emigrantes y capital de inversión entre Taiwán y Vietnam. Taiwán ha sido la mayor fuente de inversión extranjera directa en Vietnam desde 2006. Ambos países mantienen oficinas de representación; Taiwán está representado por sucursales de la Oficina Económica y Cultural de Taipéi en Hanói y Ciudad Ho Chi Minh, mientras que Vietnam está representado por la Oficina Económica y Cultural de Vietnam en Taipéi. |
| Tailandia              | 6/8/1976                                           | - Tailandia tiene una embajada en Hanói y un consulado general en Ciudad Ho Chi Minh. - Vietnam tiene una embajada en Bangkok y un consulado general en Khon Kaen. |
| Turquía                | 1978                                               | - Vietnam tiene embajada en Ankara. - Turquía tiene embajada en Hanói. - El volumen de comercio entre ambos países fue de 1.912 millones de USD en 2015 (exportaciones/importaciones vietnamitas: 1,76/0,16 mil millones de USD). - Hay vuelos directos desde Estambul a Hanói y Ciudad Ho Chi Minh desde el 27 de junio de 2016. |
| Emiratos Árabes Unidos | 1 de agosto de 1993                                | - Emiratos Árabes Unidos tiene embajada en Hanói. - Vietnam tiene embajada en Abu Dabi. |

### Europa
| País                      | Inicio de relaciones formales                                                                                        | Notas |
| ------------------------- | --- | --- |
| Unión Europea             | 1990 | Véase Relaciones Vietnam-Unión Europea |
| Austria                   | 1 de diciembre de 1972                                                                                               | - Austria tiene embajada en Hanói. - Vietnam tiene embajada en Viena. |
| Bielorrusia               | 24 de enero de 1992                                                                                                  | - Desde 1997, Bielorrusia tiene embajada en Hanói. - Desde noviembre de 2003, Vietnam tiene embajada en Minsk. |
| Bulgaria                  | 8 de febrero de 1950                                                                                                 | - Bulgaria tiene embajada en Hanói. - Vietnam tiene embajada en Sofía. - En 2006, el Gobierno búlgaro acordó un plan de cooperación sanitaria con Vietnam. El plan, de dos años de duración, incluye la cooperación en muchos ámbitos, principalmente en sanidad pública, asistencia hospitalaria y ambulatoria, seguridad alimentaria y educación médica. |
| República Checa (Chequia) | 2 de febrero de 1950 (como Checoslovaquia)                                                                           | - La República Checa tiene embajada en Hanói. - Vietnam tiene embajada en Praga. |
| Dinamarca                 | 25 de noviembre de 1971                                                                                              | - Desde el 1 de abril de 1994, Dinamarca tiene una embajada en Hanói. - Desde el 12 de agosto de 2000, Vietnam tiene embajada en Copenhague. - En Dinamarca viven unos 8.500 vietnamitas. - En junio de 2002, Nguyễn Dy Niên, ministro de Asuntos Exteriores de Vietnam, visitó Dinamarca. - Octubre de 2004: Per Stig Møller, ministro danés de Asuntos Exteriores, asiste en Hanói a la V Reunión Asia-Europa. - Marzo de 2007: Ulrik Federspiel, Secretario de Estado de Asuntos Exteriores, visita Vietnam. - Ministerio de Asuntos Exteriores vietnamita sobre las relaciones con Dinamarca. |
| Finlandia                 | | - Finlandia tiene embajada en Hanói. - Vietnam tiene embajada en Helsinki. |
| Francia                   | 12 de abril de 1973                                                                                                  | Véase Relaciones Francia-Vietnam Las relaciones entre Francia y Vietnam comenzaron ya en el siglo XVII con la misión del padre jesuita Alexandre de Rhodes. Varios comerciantes visitarían Vietnam durante el siglo XVIII, hasta la importante participación de las fuerzas francesas al mando de Pigneau de Béhaine para ayudar a establecer la dinastía Nguyễn entre 1787 y 1789. Francia intervino intensamente en Vietnam en el siglo XIX con el pretexto de proteger la labor de los misioneros católicos en el país. Francia se labró progresivamente una enorme colonia, que formaría la Indochina francesa en 1887. Francia siguió gobernando Vietnam como colonia hasta la derrota de Francia en la primera guerra de Indochina y la proclamación de la independencia de Vietnam en 1954. - Francia tiene una embajada en Hanói y un consulado general en Ciudad Ho Chi Minh. - Vietnam tiene embajada en París. |
| Alemania                  | 3 de febrero de 1955 (con Alemania Oriental y Alemania unificada) 23 de septiembre de 1975 (con Alemania Occidental) | - Alemania tiene embajada en Hanói. - Vietnam tiene una embajada en Berlín y un consulado general en Fráncfort. |
| Grecia                    | 15 de abril de 1975                                                                                                  | - Grecia tiene embajada en Hanói. - Vietnam tiene embajada en Atenas. |
| Santa Sede                | No hay relación | Con el fin de la guerra de Vietnam, el Delegado Apostólico se vio obligado a marcharse. Dado que una delegación apostólica, a diferencia de una embajada, no es una institución bilateral con participación del Estado, la Delegación Apostólica para Vietnam no fue suprimida, pero permaneció inactiva desde 1975. En enero de 2011, la Santa Sede nombró al primer embajador, formalmente "representante no residente en Vietnam", siendo el arzobispo Leopoldo Girelli el primero en ocupar el cargo, además de las otras funciones del arzobispo Girelli como nuncio apostólico en Singapur y delegado apostólico en Malasia. Cada uno o dos años se envían misiones temporales de la Santa Sede para tratar con el gobierno asuntos de interés común, y ha habido al menos una visita al Vaticano de una misión vietnamita. El marxismo y el comunismo promovieron oficialmente el ateísmo, lo que hizo que se asociara a los católicos romanos y otros cristianos con la región anticomunista de Vietnam del Sur. Esto ha tensado las relaciones entre la Santa Sede y el gobierno de Hanói. Destacados obispos han sido encarcelados durante varios años, en lo que algunos observadores han descrito como una persecución de la Iglesia vietnamita. También está la cuestión de las propiedades de la Iglesia confiscadas por el gobierno vietnamita y que la Iglesia ha intentado recuperar. |
| Hungría                   | 3 de febrero de 1950                                                                                                 | - Hungría tiene embajada en Hanói. - Vietnam tiene embajada en Budapest. |
| Italia                    | 23 de marzo de 1973                                                                                                  | - Italia tiene una embajada en Hanói y un consulado general en Ciudad Ho Chi Minh. - Vietnam tiene embajada en Roma. |
| Luxemburgo                | 15 de noviembre de 1973                                                                                              | Luxemburgo tiene representación en Vietnam a través de su embajada en Pekín (China). Vietnam está representado a través de su embajada en Bruselas (Bélgica). |
| Países Bajos              | | - Los Países Bajos tienen embajada en Hanói. - Vietnam tiene embajada en La Haya. |
| Macedonia del Norte       | 10 de junio de 1994                                                                                                  | - Ambos países establecieron relaciones diplomáticas el 10 de junio de 1994. - Macedonia del Norte está representada en Vietnam a través de su embajada en Pekín (China). - Vietnam está representado en Macedonia del Norte a través de su embajada en Sofía (Bulgaria). |
| Polonia                   | 4 de febrero de 1950                                                                                                 | - Polonia tiene embajada en Hanói. - Vietnam tiene embajada en Varsovia. |
| Portugal                  | 1 de julio de 1975                                                                                                   | - En 2015 ambos países celebran 500 años de relaciones, recordando que en 1515 el viajero portugués Duarte Coelho, llegó a Cochinchina, Champa y Tonkín iniciando un largo periodo de relaciones comerciales con los portugueses establecidos en Macao y en Malaca. - Portugal está acreditado ante Vietnam desde su embajada en Bangkok (Tailandia) y tiene consulados honorarios tanto en Hanói (31 Pho Duc Chinh, Truc Bach Ward, distrito de Ba Dinh, Ha noi) como en Ciudad Ho Chi Minh (66/11 Pham Ngoc Thach, Q3, Ho Chi Minh). - Vietnam está acreditado ante Portugal desde su embajada en París (Francia). |
| Rusia                     | 30 de enero de 1950 (como URSS) Rusia (ahora)                                                                        | - La URSS era aliada de Vietnam. - El 30 de enero de 1950, la Unión de Repúblicas Socialistas Soviéticas estableció una embajada en Vietnam del Norte. La URSS era tradicionalmente uno de los aliados más fuertes de Vietnam. |
| Serbia                    | 10 de marzo de 1957 (como SFR Yugoslavia)                                                                            | - Serbia está representada en Vietnam a través de su embajada en Yakarta (Indonesia). - Vietnam está representado en Serbia a través de su embajada en Bucarest (Rumanía). - Vietnam apoya a Serbia en la cuestión de Kosovo. - Ministerio de Asuntos Exteriores serbio sobre la relación con Vietnam. - Ministerio de Asuntos Exteriores vietnamita sobre la relación con Serbia. |
| Eslovaquia                | 2/2/1950 (como Checoslovaquia)                                                                                       | - Eslovaquia tiene embajada en Hanói. - Vietnam tiene embajada en Bratislava. |
| España                    | 23 de mayo de 1977                                                                                                   | Véase Relaciones España-Vietnam - España tiene embajada en Hanói. - Vietnam tiene embajada en Madrid. |
| Suecia                    | 11 de noviembre de 1969                                                                                              | - Suecia tiene embajada en Hanói. - Vietnam tiene embajada en Estocolmo. |
| Ucrania                   | 23 de enero de 1992                                                                                                  | Véase Relaciones Ucrania-Vietnam |
| Reino Unido               | 11 de septiembre de 1973                                                                                             | - El Reino Unido tiene una embajada en Hanói. - Vietnam tiene embajada en Londres. |

### Oceanía
| País          | Inicio de relaciones formales | Notas |
| ------------- | ----------------------------- | --- |
| Australia     | 26 de febrero de 1973         | - Los primeros ministros australianos Paul Keating y John Howard visitaron Vietnam en 1994 y 2006, respectivamente. - En el ejercicio 2006-2007, la ayuda australiana al desarrollo en el extranjero ascendió a 81,5 millones de dólares australianos. - En 2006, el volumen del comercio bilateral fue de 4.750 millones de dólares. - Australia tiene una embajada en Hanói y un consulado en Ciudad Ho Chi Minh. Vietnam tiene una embajada en Canberra. - Ministerio de Asuntos Exteriores de Vietnam: RELACIONES VIETNAM - AUSTRALIA |
| Nueva Zelanda | 19 de junio de 1975           | Las relaciones diplomáticas se restablecieron plenamente en 1989. Nueva Zelanda abrió su embajada en Hanói en 1995, mientras que Vietnam estableció una embajada en Wellington en 2003. |

### Obras citadas
- Dang, Xuan Tanh (agosto de 2011), "La AEC, el ECFA y las relaciones económicas entre Vietnam y Taiwán (PDF), Taiwan-Vietnam Economic Cooperation: Moving Towards the 2015 Vision of ASEAN Economic Integration, archivado desde el original (PDF) el 24 de diciembre de 2013, recuperado el 4 de diciembre de 2012.
- Tran, Quang Minh (agosto de 2011), "Dos décadas de IED de Taiwán en Vietnam: Un análisis" (PDF), Taiwan-Vietnam Economic Cooperation: Moving Towards the 2015 Vision of ASEAN Economic Integration, archivado desde el original (PDF) el 24 de diciembre de 2013, recuperado el 4 de diciembre de 2012.

## Lectura adicional
- Amer, Ramses. "Border conflicts between Cambodia and Vietnam." IBRU Boundary and Security Bulletin 5.2 (1997): 80-97 en Internet.
- Asselin, Pierre. Vietnam's American War: A History. (Cambridge University Press, 2018) online review
- Brown, Frederick Z. "Rapprochement Between Vietnam and the United States." Contemporary Southeast Asia (2010): 317-342 en Internet.
- Cuong, Nguyen Xuan, and Nguyen Thi Phuong Hoa. "Achievements and Problems in Vietnam: China Relations from 1991 to the Present." China Report 54.3 (2018): 306-324. en Internet
- Gin, Christopher M. "How China Wins: A Case Study of the 1979 Sino-Vietnamese War" (Army Command And General Staff College Fort Leavenworth KS, 2015) en Internet Archivado el 25 de marzo de 2020 en Wayback Machine.
- Ha, Lam Thanh, and Nguyen Duc Phuc. "The US-China Trade War: Impact on Vietnam." (2019). en Internet Archivado el 14 de agosto de 2022 en Wayback Machine.
- Hiep, Nguyen Quang. "Vietnam-China trade relations and the effects of the US-China trade war." Business and Economic Research 9.4 (2019): 1-11.

- Hood, Steven J. Dragons Entangled: Indochina and the China-Vietnam War (ME Sharpe, 1993).
- Leighton, Marian Kirsch. "Perspectives on the Vietnam-Cambodia border conflict." Asian Survey 18.5 (1978): 448–457. en Internet
- Levinson, David, and Karen Christensen, eds. Encyclopedia of Modern Asia. (2002) vol 6.
- Morris, Stephen J. Why Vietnam invaded Cambodia: Political culture and the causes of war (Stanford University Press, 1999).
- Path, Kosal. "The Duality of Vietnam’s Deference and Resistance to China." Diplomacy & Statecraft 29.3 (2018): 499–521. en Internet
- Thanh, Luong Ngoc. "Vietnam's Foreign Policy in the post-Cold War Era: Ideology and Reality." (PhD dissertation Hiroshima University 2013) en Internet.
- Thayer, Carlyle A. "Vietnam in 2013: Domestic contestation and foreign policy success." Southeast Asian Affairs (2014): 355-372  en Internet.
- Tran, Thi Bich, and Yoichiro Sato. "Vietnam's Post‐Cold War Hedging Strategy: A Changing Mix of Realist and Liberal Ingredients." Asian Politics & Policy 10.1 (2018): 73-99 en Internet.
- Vuving, Alexander L. "Strategy and evolution of Vietnam's China policy: a changing mixture of pathways." Asian Survey 46.6 (2006): 805-824 en Internet Archivado el 10 de noviembre de 2022 en Wayback Machine.
- Westad, Odd Arne, and Sophie Quinn-Judge, eds. The third Indochina war: conflict between China, Vietnam and Cambodia, 1972-79 (Routledge, 2006).
- Womack, Brantly. "Asymmetry and systemic misperception: China, Vietnam and Cambodia during the 1970s." Journal of Strategic Studies 26.2 (2003): 92-119 en Internet.